# Палаш (город)
Палаш (бенг. পলাশ, англ. Palash) — город в центральной части Бангладеш, административный центр одноимённого подокруга. Площадь города равна 10,19 км². По данным переписи 2001 года, в городе проживало 59 998 человек, из которых мужчины составляли 53,87 %, женщины — соответственно 46,13 %. Плотность населения равнялась 5888 чел. на 1 км². Уровень грамотности населения составлял 47,2 % (при среднем по Бангладеш показателе 43,1 %). 